# Commodore PET
A Commodore PET (röviden csak: PET) egy a Commodore (CBM) által 1977-ben gyártani kezdett személyi számítógép-sorozat. A monokróm monitorral, billentyűzettel és a - korai modellekben - kazettás egységgel egybeépített gép lelke egy 1 MHz-es MOS Technology 6502 processzor, mely ROM-ból betöltődő Commodore BASIC-et futtat.

## Történet
Az egész a MOS Technology Commodore által történt 1975-ös felvásárlásával kezdődött, melynek révén a vállalat megnyerte magának a 6502 mikroprocesszor és az e köré épített KIM-1 egykártyás oktatóeszköz kifejlesztőjét Chuck Peddle-t. Ő győzte meg az addig elektronikus számológépekkel foglalkozó Commodore vezetőjét, Jack Tramielt, hogy forduljon inkább a mikroszámítógépek piaca felé. Peddle egy saját maga által összeválogatott rutinos mérnökcsapat (köztük: Bill Seiler, John Feagans és Leonard Tramiel, valamint szerződött japán mérnökök) élén 1976-ban hat hónap alatt alkotta meg a PET-et, teljes titoktartás mellett, közvetlenül Jack Tramielnek alárendelten. Még a saját belső marketinges csapat sem tudhatott az előrehaladásról.
Az első prototípusok még kézzel készültek, festett fa burkolattal. A beépített monitor képcsöve egy fekete-fehér Zenith TV-készülékből származott, mely akkor éppen akciósan volt kapható. Szinte csak a képcsövet használták fel, még az áramkört is áttervezték. A kazettás egység számára Sanyo egységeket vettek, melyekhez saját áramkört illesztettek. Ez biztosította, hogy a leendő felhasználók teljesen hétköznapi magnókazettákat használhassanak adataik tárolására. Egy ilyen prototípus bizonyosan fennmaradt John Feagans tulajdonában.
Az elkészült prototípust 1977 januárjában a Consumer Electronics Show-n mutatták be a közönségnek. A "PET" mozaikszót Andre Souson javasolta, aki Los Gatosban látta az akkoriban népszerű Pet Rock játékot és úgy gondolta, hogy ők pedig "pet computert" fognak készíteni. Maga Jack Tramiel úgy nyilatkozott, hogy a PET név "jól hangzott" és pozitívan kapcsolódott a Pet Rock hóborthoz. A később hivatalossá vált "Personal Electronic Transactor" elnevezés így lényegében ún. "backronym", utólag ráaggatott jelentés.
A gyártás 1977 decemberéig akadozott, mire a rivális TRS-80 és Apple II is megkezdte az értékesítést. A három gépet együttesen szokás a Byte magazin nyomán "1977 trinity"-nek, 1977 Szentháromságának nevezni.
A kezdeti PET 2001 modellt követően több fejlesztett változat készült több memóriával, jobb billentyűzettel, vagy éppen nagyobb, 12" kijelzővel. A PET olyan jól fogyott, hogy Jack Tramiel válogathatott a viszonteladók között. A termékvonal gyártása egészen 1982-ig tartott és mintegy 219.000 példányt adtak el belőle.

## Modellek
|        | PET 2001 2001-N and 2001-B series CBM 3000 series                                                                   | PET 4000 series CBM 8000 series | SuperPET SP9000 |
| ------ | --- | --- | --- |
| Kép    | PET 2001 | CBM 4032 | SuperPET SP9000 |
| CPU    | MOS 6502, 1 MHz | MOS 6502, 1 MHz | MOS 6502 és Motorola 6809, 1 MHz |
| RAM    | 4 vagy 8 KB / 8, 16, vagy 32 KB                                                                                     | 8, 16, vagy 32 KB / 32 vagy 96 KB | 96 KB |
| ROM    | 18 KB, benne BASIC 1.0, vagy 20 KB, benne BASIC 2.0 (az eredeti 2001 nem támogatott lemezes meghajtókat)            | 20 KB, benne BASIC 4.0 | 48 KB, benne BASIC 4.0 és más programozási nyelvek (Waterloo microAPL, microFORTRAN, microBASIC, microPASCAL, microCOBOL), illetve microEDITOR szövegszerkesztő |
| Videó  | Különálló TTL video áramkör, 9" monokróm monitor (az eredeti 2001 fehér, a 2001-N zöld), 40×25 karakteres képernyő  | 9", mint a CBM 3000 vagy MOS 6545, 12" monokróm monitor, 40×25 vagy 80×25 karakteres képernyő                                             | MOS 6545, 12" monokróm monitor, 80×25 karakteres képernyő |
| Hang   | Nem vagy egyszerű piezo "csipogó" (opcionális külső hangszóró)                                                      | Egyszerű piezo "csipogó" (opcionális külső hangszóró)                                                                                     | Egyszerű piezo "csipogó" (opcionális külső hangszóró) |
| Portok | 2 MOS 6520 PIA, MOS 6522 VIA, 2× Datassette, 1× IEEE-488                                                            | 2 MOS 6520 PIA, MOS 6522 VIA, 2x Datassette port, 1× IEEE-488                                                                             | MOS 6520 PIA, MOS 6522 VIA, MOS 6551 ACIA, 1x RS-232, 2x Datassette port, 1× IEEE-488                                                                           |
| Megj.  | 69-gombos, ún "chiclet" billentyűzet, beépített magnóval (Datassette) / teljes billentyűzet, beépített magnó nélkül | Alapvetően egy fejlesztett 2001. A 8000-es széria lényegében egy 4000-es gép 80-oszlopos kijelzővel és kisebb, 11-gombos numerikus paddal | Alapvetően egy 8000-es programozási nyelveket tartalmazó ROM-okkal, 3 karakterkészlet, RS-232 port terminálként való felhasználáshoz                            |

- Egy eredeti PET prototípus a Computer History Museum-ban
- Egy korai PET 2001 kazettás egysége
- PET 2001 felnyitott állapotban
- A PET a riválisai mellett
- CBM Model 4016
- CBM 8296-D két floppy meghajtóval
- A PET 2001 billentyűzete
- Commodore Pet Katakana billentyűzet

### Perifériák

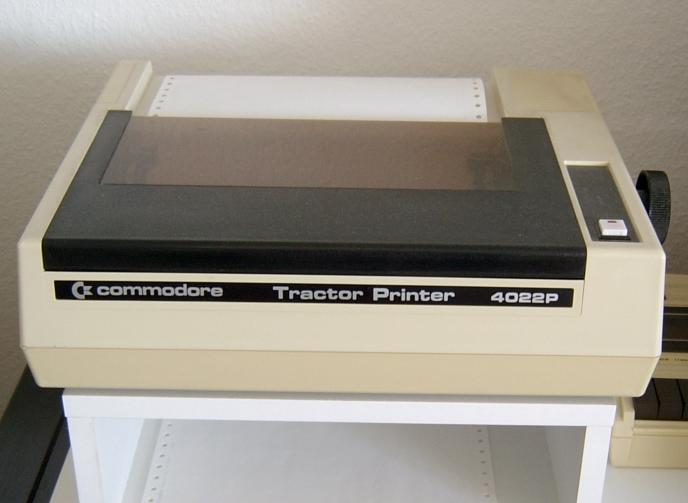
Commodore 4022 mátrixnyomtató

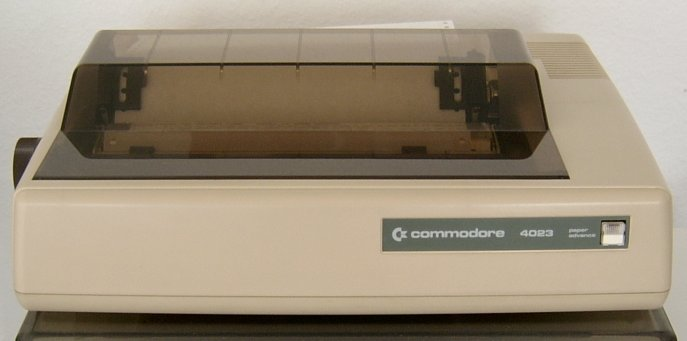
Commodore 4023 mátrixnyomtató

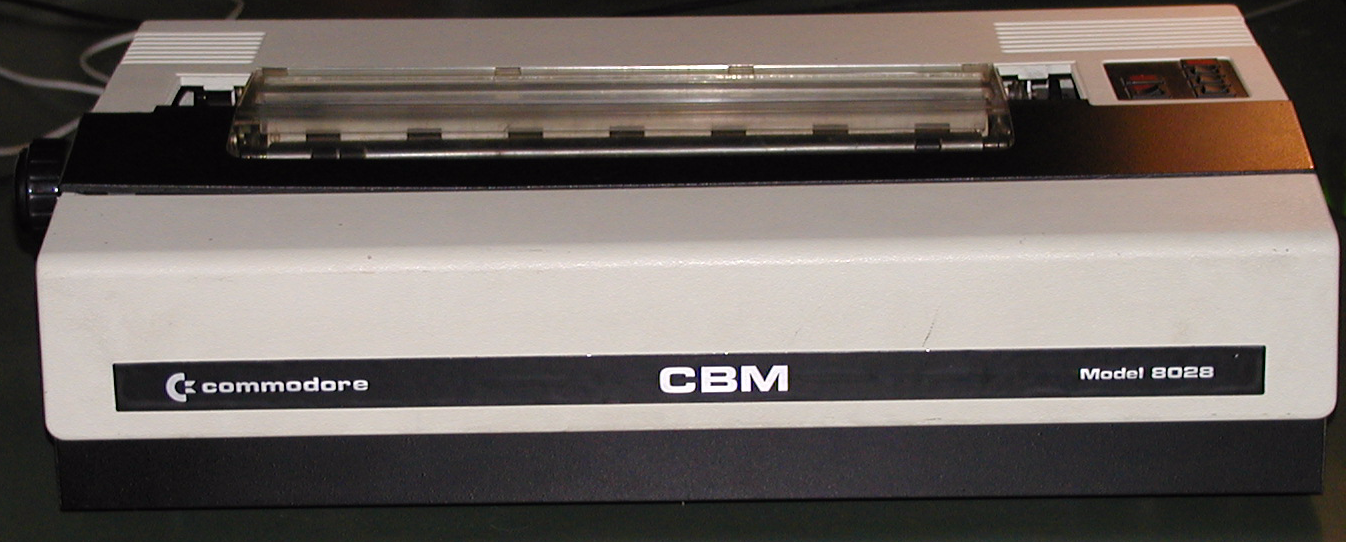
Commodore 8028 margarétakerekes nyomtató

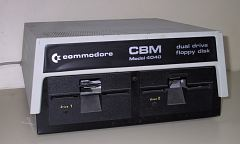
CBM 4040 kettős floppy lemezes egység

Az első periféria a CBM 2020 mátrixnyomtató lett volna 1978-ban, de műszaki okokból törölték a kiadását. Helyette ugyanebben az évben jelent meg a 2022 és a 2023-as nyomtatótípus és a 2040-es kettős floppy meghajtó. A 170 KB kapacitás több, volt, mint a rivális Apple 150K-ja vagy az Atari 90K-ja.
- Commodore 2022/2023 mátrixnyomtató[4]
- Commodore 2031 5.25" floppy meghajtó (egyoldalas 170K formátum)
- Commodore 2040/3040 kettős 5.25" floppy meghajtó (egyoldalas (SS) 170K formátum) a legelső ilyen típusú periféria. (2040 USA, 3040 Európa)[4]
- Commodore 4022 mátrixnyomtató
- Commodore 4023 mátrixnyomtató
- Commodore 4040 kettős 5.25" floppy meghajtó (a 2040/3040 modell utóda, ugyanaz a formátum)
- Commodore 8024 132 karakter széles nyomtató
- Commodore 8028 margarétakerekes nyomtató, 40 kar/mp
- Commodore 8050 kettős 5.25" floppy meghajtó (egyoldalas (SS) 500K formátum)
- Commodore 8075 plotter
- Commodore 8060 8" floppy meghajtó (egyoldalas (SS) 800K formátum)
- Commodore 8061 kettős 8" floppy meghajtó (egyoldalas (SS) 800K formátum)
- Commodore 8062 kettős 8" floppy meghajtó (kétoldalas (DS) 1.6MB formátum)
- Commodore 8250 "négyszeres sűrűségű" kettős floppy meghajtó (mint a 8050, de kétoldalas (DS) 1MB formátum)
- Commodore 8280 kettős 8" floppy meghajtó (500K MFM formátum)
- Commodore 9060 merevlemez (5 MB)
- Commodore 9090 merevlemez (7.5 MB)
- Commodore SFD-1001 "négyszeres sűrűségű" floppy meghajtó (lényegében egy egymeghajtós 8250 modell)

## BASIC
A Commodore volt az első, amely licenszelte az - akkor még startup - Microsoft 6502-kompatibilis BASIC-jét. Érdekesség, hogy a Microsoft majdnem csődbe ment amiatt, mert a szerződés szerint csak a PET első szállításainak megkezdése után kellett a Commodore-nak fizetnie, mely 6 hónapot jelentett. Az eredeti PET 2001 BASIC-je az 1.0-ás verziószámot és a "Commodore BASIC" nevet kapta. A Microsoft által biztosított forráskódhoz a Commodore is hozzáfejlesztett, például I/O támogatást, magát a SYS parancsot gépi kódú programok meghívására, illetve hibajavításokat eszközölt. Szintén érdekesség, hogy a Microsoft előszeretettel tett a kódjaiba ún "easter egg-eket", hogy vitás esetekben bizonyítani tudja, hogy ővé az eredeti kód. A PET-ekhez készült Commodore BASIC V2 változatában is van ilyen rejtett tartalom. A WAIT 6502 utasítás begépelésére a gép kiírja a képernyőre, hogy "MICROSOFT!".

## Fogadtatás
Az Electronics Today International (ETI) kanadai kiadása forradalminak nevezte a PET hozzájárulását a személyi számítógépek szélesebb körben történő elterjedéséhez, felhívva a figyelmet a cég marketingjére, mely a gép egyszerű kialakításával a tapasztalatlan felhasználókat célozta meg.
Dan Fylstra a Byte magazin részéről elsők között írt beszámolót a PET-ről az 1978 márciusi kiadásban és méltatta a teljesértékű BASIC-et, a kisbetűs megjelenítést, illetve a megbízható magnókazettás egységet, azonban kifogásolta a billentyűzetet. Az általa tesztelt PET 2001-et "sokoldalú készüléknek", illetve "erős versenytársnak" írta le, mely főként számítógép hobbisták és hétköznapi felhasználók számára megfelelő választás.
A Creative Computing magazin egyfelől méltatta a hordozhatóságát, a megbízhatóságát és a könnyű használatát, másfelől kritizálta a kazettás egység használhatóságát, illetve a megfelelő dokumentáció kezdeti hiányát. A legjobb számítógépnek értékelte egy osztályterembe.